# تو و من (فیلم ۱۳۹۰)
تو و من فیلمی کمدی رمانتیک به کارگردانی محمد بانکی که محصول سال ۱۳۹۰ ایران است. این فیلم در ۱۵ شهریور ۱۳۹۱ در سینماها به اکران عمومی درآمد. همچنین این فیلم دومین همکاری محمدرضا گلزار با خانواده بانکی بود.
البته باید ذکر کرد که این فیلم از روی فیلم خواستگاری محصول سال ۲۰۰۹ آمریکا کپی شده‌است.
در فیلم خواستگاری بازیگرانی همچون Ryan Reynolds (رایان رینولدز) و ساندرا بولاک ایفای نقش کرده‌اند و همچنین برخی از صحنه‌ها از فیلم مادرشوهر هیولا محصول سال ۲۰۰۵ با بازی جنیفر لوپز کپی شده‌است.

## خلاصه داستان
دو جوان (محمدرضا گلزار و الناز شاکردوست) به خاطر حفظ شغل مجبور می‌شوند مدتی نقش نامزدهای یکدیگر را بازی کنند. اما در این میان درگیر ماجراهای مختلفی می‌شوند و پس از مدتی واقعاً به یکدیگر علاقه‌مند می‌شوند.

## بازیگران
| بازیگر               | نقش         | توضیحات              |
| -------------------- | ----------- | -------------------- |
| محمدرضا گلزار        | علی پارسا   | اصلی                 |
| الناز شاکردوست       | مهشید مقامی | اصلی                 |
| شیرین بینا           | فریبا       | مادر علی             |
| بهنوش بختیاری        | سیمین       | مباشر فریبا          |
| رضا بانکی            |             | رئیس هیئت مدیره شرکت |
| زنده یاد اشکان بانکی | عسگری       | حسابدار شرکت         |